# اسبلي غويس (بيدفوردشير)
اسبلي غويس (بالإنجليزية: Aspley Guise)‏ هي قرية و أبرشية مدنية تقع في المملكة المتحدة في إنجلترا. يقدر عدد سكانها بـ 2,195 نسمة .